# Ministère fédéral des Travaux publics
Le ministère fédéral des Travaux publics et de la Technologie (en allemand : Bundesministerium für Bauten und Technik, BMBT) est le département ministériel chargé de l'aménagement du territoire, des travaux publics, des bâtiments publics et des voies navigables en Autriche.
Il existe entre 1966 et 1987.

## Histoire
Il est créé en 1966 par démembrement du ministère fédéral du Commerce et de la Reconstruction (BMHW). Il disparaît en 1987, lorsqu'il est absorbé par le ministère fédérale des Affaires économiques (BMWA).

## Titulaires
| Nom | Nom                   | Dates du mandat | Dates du mandat | Parti | Gouvernement           |
| --- | --------------------- | --------------- | --------------- | ----- | ---------------------- |
|     | Vinzenz Kotzina       | 19/04/1966      | 21/04/1970      | ÖVP   | Klaus II               |
|     | Josef Moser           | 21/04/1970      | 08/10/1979      | SPÖ   | Kreisky I, II, III, IV |
|     | Karl Lausecker a.i.   | 08/10/1979      | 05/11/1979      | SPÖ   | Kreisky IV             |
|     | Karl Sekanina         | 05/11/1979      | 22/02/1985      | SPÖ   | Kreisky IV Sinowatz    |
|     | Ferdinand Lacina a.i. | 22/02/1985      | 01/03/1985      | SPÖ   | Sinowatz               |
|     | Heinrich Übleis       | 01/03/1985      | 21/01/1987      | SPÖ   | Sinowatz Vranitzky I   |